# Anna H. Albrecht
Anna Helena Albrecht (* 1982) ist eine deutsche Rechtswissenschaftlerin.

## Leben
Von 2001 bis 2006 studierte sie Rechtswissenschaften an der Universität Münster. Nach der ersten juristischen Staatsprüfung 2006 vor dem OLG Hamm war sie von 2006 bis 2011 wissenschaftliche Mitarbeiterin am Institut für Kriminalwissenschaften der Universität Münster. Von 2009 bis 2011 absolvierte sie den juristischen Vorbereitungsdienst (2011 zweite juristische Staatsprüfung vor dem LJPA Düsseldorf). Nach der Promotion 2010 durch die Rechtswissenschaftliche Fakultät der Universität Münster war sie von 2011 bis 2015 akademische Rätin a. Z. am Lehrstuhl für Strafrecht, Strafprozessrecht und Wirtschaftsstrafrecht (Mark Deiters) an der Universität Münster. Von 2015 bis 2021 war sie Inhaberin der Juniorprofessur für Strafrecht an der Universität Potsdam. Seit 2021 ist sie Universitätsprofessorin für Straf- und Strafprozessrecht an der Universität Potsdam.
Ihre Forschungsinteressen sind Strafrecht und Strafverfahrensrecht, Wirtschafts- und Medienstrafrecht sowie Strafrechtsvergleichung. Sie ist Mitherausgeberin der Zeitschrift für das gesamte Verfahrensrecht.

## Schriften (Auswahl)
- Die Struktur des Raubtatbestandes (§ 249 Abs. 1 StGB). Duncker & Humblot, Berlin 2011, zugl. Diss. Münster (2010), ISBN 3-428-13484-2.
- Wechselwirkungen zwischen Art. 6 EMRK und nationalem Strafverfahrensrecht. Mohr Siebeck, Tübingen 2020, ISBN 3-16-159774-5.